# Línea 6 (EMT Fuenlabrada)
La línea 6 de la EMT de Fuenlabrada une la estación de Fuenlabrada Central con el cementerio.

## Características
Fue puesta en servicio el 17 de julio de 2017, uniendo el centro de la ciudad con el estadio de la Aldehuela, el tanatorio y el cementerio nuevo.
La línea no mantiene los mismos horarios todo el año, desde el 1 de septiembre al 30 de junio se reducen el número de expediciones, además de los días excepcionales vísperas de festivo y festivos de Navidad en los que los horarios también cambian y se reducen. Al contrario que la gran mayoría de líneas del CRTM, ésta tiene más expediciones durante el periodo estival.
Está operada por la EMT de Fuenlabrada mediante la concesión administrativa URCM-058 - Urbano de Fuenlabrada (Urbanos Comunidad de Madrid) del Consorcio Regional de Transportes de Madrid.

## Horarios

### 1 septiembre - 30 junio
| Todos los días                  |                                 |
| FF.CC. Fuenlabrada > Cementerio | Cementerio > FF.CC. Fuenlabrada |
| 08:00                           | 08:30                           |
| 09:00                           | 09:30                           |
| 10:00                           | 10:30                           |
| 11:00                           | 11:30                           |
| 12:00                           | 12:30                           |
| 13:00                           | 13:30                           |
| 14:00                           | 14:30                           |
| 15:00                           | 15:30                           |
| 16:00                           | 16:30                           |
| 17:00                           | 17:30                           |
| 18:00                           | 18:30                           |

### 1 julio - 31 agosto
| Todos los días                  |                                 |
| FF.CC. Fuenlabrada > Cementerio | Cementerio > FF.CC. Fuenlabrada |
| 08:00                           | 08:30                           |
| 09:00                           | 09:30                           |
| 10:00                           | 10:30                           |
| 11:00                           | 11:30                           |
| 12:00                           | 12:30                           |
| 13:00                           | 13:30                           |
| 14:00                           | 14:30                           |
| 15:00                           | 15:30                           |
| 16:00                           | 16:30                           |
| 17:00                           | 17:30                           |
| 18:00                           | 18:30                           |
| 19:00                           | 19:30                           |
| 20:00                           | 20:30                           |

## Recorrido y paradas

### Sentido cementerio
| Código | Parada                              | Común con             | Conexiones con Metro y Cercanías |
| ------ | ----------------------------------- | --------------------- | -------------------------------- |
| 19219  | P.º Roma - Est. Fuenlabrada         | 13                    | Fuenlabrada Central              |
| 07748  | Luis Sauquillo - Escorial           | 4 468 471 497         |                                  |
| 07781  | Luis Sauquillo - Tesillo            | 4 468 471 491 492 497 |                                  |
| 07771  | Leganés - Los Ángeles               | 4 468 471 491 492 497 |                                  |
| 07770  | Av. Estados - Parque de los Estados | 3 471 492             | Parque de los Estados            |
| 10881  | Av. Estados - Brasil                | 3 471 492             |                                  |
| 11058  | Brasil - Uruguay                    | 3 471 492             |                                  |
| 10883  | Brasil - Paraguay                   | 471 492               |                                  |
| 07789  | Constitución - Miguel Servet        | 1 471                 |                                  |
| 20178  | Fuente - Cementerio                 |                       |                                  |
| 20181  | Campo de fútbol La Aldehuela        |                       |                                  |
| 20182  | Tanatorio Fuenlabrada               |                       |                                  |

### Sentido Fuenlabrada Central
| Código | Parada                                   | Común con                     | Conexiones con Metro y Cercanías |
| ------ | ---------------------------------------- | ----------------------------- | -------------------------------- |
| 20182  | Tanatorio Fuenlabrada                    |                               |                                  |
| 20180  | Campo de fútbol La Aldehuela             |                               |                                  |
| 08062  | Constitución - Polideportivo             | 1 471                         |                                  |
| 20179  | Fuente - Cementerio                      |                               |                                  |
| 11061  | Constitución - Batalla de Brunete        | 1 2 471                       |                                  |
| 16541  | Brasil - Constitución                    | 471 492                       |                                  |
| 10884  | Brasil - Uruguay                         | 471 492                       |                                  |
| 10882  | Av. Estados - Bolivia                    | 471 492                       |                                  |
| 07769  | Av. Estados - Est. Parque de los Estados | 2 471 492 526                 | Parque de los Estados            |
| 07772  | Leganés - Los Ángeles                    | 4 468 471 491 497 526         |                                  |
| 07751  | Leganés - Humilladero                    | 1 3 4 468 471 491 492 497 526 |                                  |
| 07749  | Luis Sauquillo - Grecia                  | 2 3 4 468 471                 |                                  |
| 19219  | P.º Roma - Est. Fuenlabrada              | 13                            | Fuenlabrada Central              |